# Нападения на Австралию во время Второй мировой войны

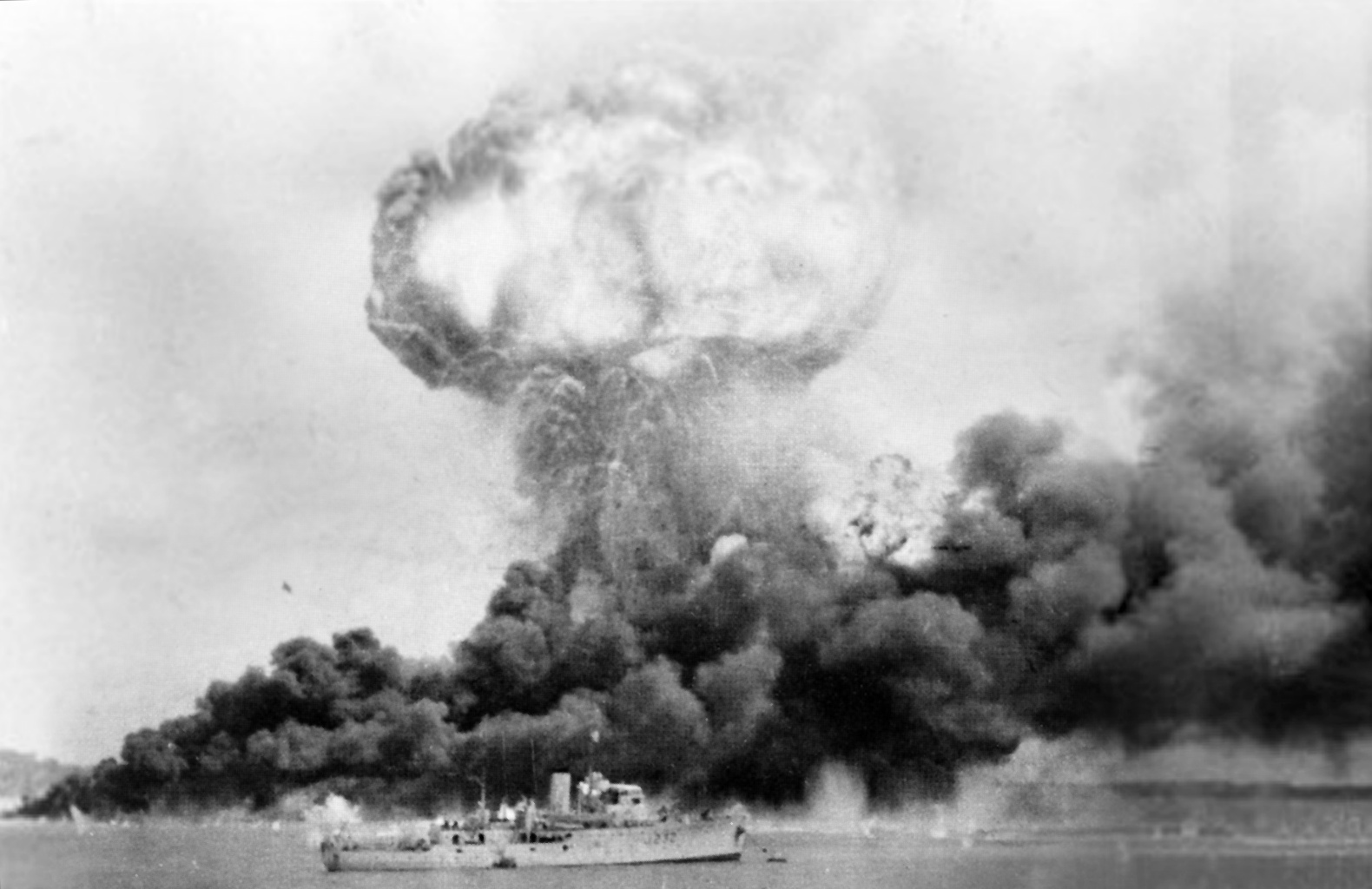
Первый воздушный налёт на город Дарвин. 19 февраля 1942 года

Отдалённое географическое положение обусловило относительно небольшое количество нападений на Австралию во время Второй мировой войны. Австралийский Союз объявил войну нацистской Германии 3 сентября 1939 года, вскоре после вторжения вермахта в Польшу.
В годы войны территория Австралии впервые в истории подверглась прямому нападению противника.
С 1940 по начало 1945 года страны «оси» и их союзники с кораблей и подводных лодок периодически атаковали австралийские суда в территориальных водах страны. Японские самолёты 97 раз бомбили города и аэродромы в Северной Австралии в течение 1942—1943 годов.

## Морские атаки

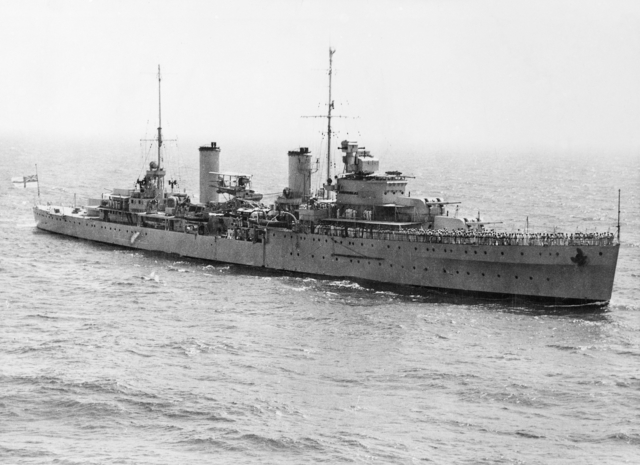
Австралийский крейсер «Сидней»

В период с 1940 по 1943 год шесть германских надводных кораблей патрулировали австралийские воды. Эти корабли потопили небольшое число торговых судов и Австралийский лёгкий крейсер HMAS Sydney. Немецкая подводная лодка U-862 с конца 1944 года по начало 1945 года обстреливала суда в австралийских водах .
Японские подводные лодки действовали в австралийских водах с января 1942 года по июль 1944 года. Крупные подводные наступательные операции осуществлялись в отношении грузовых кораблей у австралийского восточного побережья с мая по июль 1942 года и с января по июль 1943 года.
В ночь с 31 мая на 1 июня 1942 года австралийская гавань попала под прямой удар японских сверхмалых подводных лодок. В результате удара плавучая база HMAS Kuttabul, переделанная под паром и используемая как плавучая казарма, была подбита и затонула. Погибли 22 моряка, среди которых было 19 австралийцев и 2 члена Королевского Военно-морского флота.
Во время Второй Мировой войны в районе Кимберли Западной Австралии действовала японская разведка, расследовавшая поступающие сообщения, что союзники строили там военные базы. В разведке состояли четыре японских офицера, перемещающиеся на небольшой рыбацкой лодке.

## Воздушные атаки
Первый воздушный налёт на Австралию произошёл 19 февраля 1942 года, когда ВВС Японской империи 242 самолётами атаковали город Дарвин. Японские самолёты бомбили город, корабли в гавани Дарвина и два городских аэродрома. Город был слабо защищён зенитной артиллерией, для обороны от налётов в нём были установлены только зенитные пулемёты. Ни одного зенитного орудия калибром 20 мм или выше на вооружении не состояло. Японцы нанесли городу тяжёлые потери при небольших собственных потерях. Во время этого рейда погибли более двухсот человек.
Периодические нападения на северные австралийские города и аэродромы продолжались до ноября 1943 года.